# مير ميرزا بك الأول
مير ميرزا بك الأول بن حسين بك بن علي بك كان من زعماء اليزيدية، فهو الأمير العاشر لشيخان وجميع اليزيديين للفترة 1879 — 1899.
خلف والده مير ميرزا بك الأول في زعامة اليزيديين، وقد خلفه أخوه مير علي بك الثاني بعد أن أسلم.

## سيرته
كان اليزيديون يمتنعون عن الخدمة الفعلية في الجيش العثماني لأسباب دينية تمنعهم من ذلك على اعتقادهم (منها الاضطرار إلى لبس الأزرق والدخول إلى المرحاض، وهما من أشد الكفر عندهم، والعيش بين جنود مسلمين يتوقع كل آن تعوذهم من الشيطان، أو لعنتهم إياه عمداً أو بلا عمد، وسماع كلمة نعل وشط وغير ذلك من الكلمات التي ينفرون منها، فكانوا يدفعون بدلاً نقدياً كاليهود والنصارى، ولكن حكومة السلطان عبد الحميد الثاني أرادت ان تجبرهم إلى التجنيد الإلزامي، كما كانت تفعل مع سائر الفرق الإسلامية المنحرفة كالنصيرية والإسماعيلية والدروز، وغيرهم لتحققها أنهم أيضاً طائفة من المسلمين، كانوا على الدين القويم، ثم ضلوا بإغواء بعض المضلين، وأوفدت لإرشادهم نقيب ديار بكر الحاج مسعود بك فلم ينجح. وصادف أن كتب من الموصل، في ولاية عبد القادر كمالي باشا بلزوم إرسال قائد عسكري يخوّل صلاحية فوق العادة لأجل قمع العصاة والتنكيل بالعتاة وردع أرباب السلب والنهب وإصلاح ما وجب إصلاحه، فأجابت القسطنطينية إلى ذلك، وانتدبت الفريق عمر وهبي باشا لهذا الغرض، وقد حددت في الأمور الثلاثة الآتية:
أولاً - تحسين أحوال الجند، وتحصيل ما بقي من الخراج في ذمم الأهلين
ثانياً - إخضاع قبيلة شم العاصية، وإسكانها في بعض الأراضي الصالحة للزراعة والفلاحة.
ثالثاً - تهذيب اليزيدية وإرجاعهم إلى حظيرة الإسلام بأسلوب حسن وإرشاد متين.
فدخل الفريق المذكور مدينة الموصل في 5 حزيران سنة 1890م (1308 هـ) في ولاية عثمان باشا، وبدأ في إنجاز هذه المهمة، وأول ما فعله أنه اتهم أعضاء مجلس الإدارة باختلاس أموال أميرية فسجنهم مع بعض الأعيان في حبس العامة كي يخافه سواد الشعب وبعد هذا شكل لجنة تحصيلية تنظر في جميع ما تبقى على الأهالي من الديون الأميرية، فجمع في مدة قصيرة عن ثماني سنوات سالفة أموالاً طائلة بلغت 5200 ليرة ونيفاً من باقي التزام وضمان وبدل عسكري وخراج وتعداد أغنام إلى غير ذلك، وبعد فراغه من جمع الأموال، عمد إلى إخضاع العشائر العاصية من عرب وشبك، وأخذ يبذل لهم الورق والعين في سبيل إسكانهم وتدريبهم على زراعة الأراضي. ثم أحضر شيوخ القبائل والزعماء وأمرهم بتسليم ما عندهم من أسلحة فلبوا طلبه، ثم شرع في إنجاز الأمر الثالث وهو إرجاع اليزيدية إلى حظيرة الإسلام بالإرشاد المتين والأسلوب الحسن.
والظاهر ان الباشا اخفق في هذا الأمر، فأثار حفائظ الذين آلمهم بإجبارهم على تسديد ما عليهم من الديون، ومكن لفيفاً من الأجانب بالوشاية ضده لدى الباب العالي، فآل الأمر إلى عزله بعد زمن قصير.
وتفصيل الخبر انه استدعى رؤساء اليزيدية في الشيخان قلبوا دعوته، وهم يجهلون أسبابها، ولم يكن في الإمكان رفضها، لما وقع من هيبته وخوفه في قلوب الأهلين كافة، ولما قربوا المدينة خرج لاستقبالهم على رأس كتيبتين من الجند المسلح والموسيقى العسكرية، ومعه العلماء والسراة والفضلاء، حتى إذا دخلوا دار الحكومة تلا عليهم قاضي المدينة آية التوحيد فكان منهم من أطاع، وهم أمير الشيخان مير ميرزا بك الأول وأخوه الصغير بديع بك وإثنان آخران من العوام، والبقية جميعهم امتنعوا فزجهم في السجن، وأخذ في تعذيبهم، وأرسل بقيادة ابنه الملازم الأول عاصم بك قوة كبيرة إلى الشيخان فنهب قصر الامارة واستولى على المقدسات والسناجق وهدم قباب الأئمة والمشايخ وأجرى في مرقد الشيخ عدي من المنكرات والموبقات ما يكل عنه الوصف، فهاج اليزيدية وماجوا، وأخذوا يفرون بدينهم وأرواحهم إلى الأماكن البعيدة.
أما أخو ميرزا بك وهو مير علي بك الثاني فقد قاوم قاوم الحاكم العثماني في الموصل، الجنرال فريق باشا، في محاولته أسلمة المدينة. وطالب فريق باشا (عمر وهبي باشا) اليزيديين بقبول الإسلام. رفض مير علي بك الثاني. وردًا على ذلك، أرسل فريك باشا جيشًا إلى شيخان وارتكب مذبحة ضد المدنيين. وقد دمرت العديد من القرى، ومات العديد من اليزيديين أثناء المعارك، واستولي على لالش ونهبت وأزيلت الرموز المقدسة لليزيديين، وحول معبد الشيخ عدي إلى مدرسة إسلامية.
تحول بعض اليزيديين رسميًا إلى الإسلام. ومن بينهم ميرزا بك، الذي سعى بهذه الطريقة إلى إنقاذ الشعب. رفض علي بك الثاني اعتناق الإسلام، مما أدى إلى عزل السلطات العثمانية له، وتعيين ميرزا بك مكانه.